# Jolki lokhmatyje
Jolki lokhmatyje (russisk: Ёлки лохматые) er en russisk spillefilm fra 2015 af Maksim Svesjnikov.

## Medvirkende
- Andrej Merzlikin — Ljokha
- Jan Tsapnik — Makar
- Valerija Strelayeva — Nastja
- Galina Konsjina
- Viktor Vasiljev